# Ojuelos Bajos
Ojuelos Bajos es una localidad española del municipio de Fuente Obejuna, perteneciente a la provincia de Córdoba, en la comunidad autónoma de Andalucía.

## Historia
Hacia mediados del siglo XIX, el lugar, ya por entonces perteneciente a Fuente Obejuna, tenía contabilizados 14 vecinos. La localidad aparece descrita en el decimosegundo volumen del Diccionario geográfico-estadístico-histórico de España y sus posesiones de Ultramar de Pascual Madoz de la siguiente manera:

OJUELOS-BAJOS: ald. en la prov. de Córdoba, part. jud. y ayunt. de Fuente-Obejuna; está sit. á 1/4 de leg. de la ald. de la Cañada del Gamo, de que es anejo, componiéndose su pobl. de unos 14 vec.
(Madoz, 1849, p. 225)

En 2022, tenía empadronados 59 habitantes.